# Kista torn
Kista torn är ett bostadshus intill Kista Galleria i centrala Kista i nordvästra Stockholm.
Kista torn färdigställdes i början av år 2016 och består av två torn. Det högre har en höjd på 120 meter med 35 bostadsvåningar och är därmed Stockholms näst högsta bostadshus. Byggherre och byggentreprenör var JM. Det andra, kallat K2, har 16 bostadsvåningar och är 60 meter högt och beställdes av Borätt. Tillsammans innehåller de 362 bostäder. För den arkitektoniska utformningen stod Brunnberg & Forshed arkitektkontor.
Totalkostnad: Kista Torn: 926 000 000 kronor inkl. moms, K2 Kista Torn 295 000 000 kronor inkl. moms.
Projektet nominerades till Samhällsbyggnadssektorns mest prestigefyllda pris Årets Bygge 2017